# Urgleptes ovalis
Urgleptes ovalis es una especie de escarabajo longicornio del género Urgleptes, tribu Acanthocinini, subfamilia Lamiinae. Fue descrita científicamente por Bates en 1866.
La especie se mantiene activa durante los meses de febrero, marzo, mayo, noviembre y diciembre.

## Descripción
Mide 4-7,42 milímetros de longitud.

## Distribución
Se distribuye por Bolivia, Brasil, Colombia, Guayana Francesa y Uruguay.